# Aprenentatge de múltiples instàncies
En l'aprenentatge automàtic, l'aprenentatge de múltiples instàncies (MIL) és un tipus d'aprenentatge supervisat. En lloc de rebre un conjunt d'instàncies que estan etiquetades individualment, l'alumne rep un conjunt de bosses etiquetades, cadascuna conté moltes instàncies. En el cas simple de la classificació binària de múltiples instàncies, una bossa es pot etiquetar negativa si totes les instàncies en ella són negatives. D'altra banda, una bossa s'etiqueta positiva si hi ha almenys una instància positiva. A partir d'una col·lecció de bosses etiquetades, l'alumne intenta (i) induir un concepte que etiquetarà les instàncies individuals correctament o (ii) aprendre a etiquetar bosses sense induir el concepte.
Babenko (2008) dona un exemple senzill de MIL. Imagineu-vos diverses persones, i cadascuna d'elles té un clauer que conté poques claus. Algunes d'aquestes persones poden entrar en una habitació determinada, i altres no. Llavors, la tasca és predir si una determinada clau o un determinat clauer pot portar-te a aquesta habitació. Per resoldre aquest problema hem de trobar la clau exacta que és comuna per a tots els clauers "positius". Si podem identificar correctament aquesta clau, també podem classificar correctament tot un clauer: positiu si conté la clau requerida, o negatiu si no.

## Aprenentatge automàtic
Segons el tipus i la variació de les dades de formació, l'aprenentatge automàtic es pot classificar aproximadament en tres marcs: aprenentatge supervisat, aprenentatge no supervisat i aprenentatge de reforç. L'aprenentatge de múltiples instàncies (MIL) s'inclou en el marc d'aprenentatge supervisat, on cada instància d'entrenament té una etiqueta, ja sigui discreta o valorada real. MIL tracta els problemes amb el coneixement incomplet de les etiquetes en els conjunts de formació. Més precisament, en l'aprenentatge de múltiples instàncies, el conjunt d'entrenament consta de "bosses" etiquetades, cadascuna de les quals és una col·lecció d'instàncies sense etiquetar. Una bossa s'etiqueta positivament si almenys una instància és positiva, i s'etiqueta negativament si totes les instàncies en ella són negatives. L'objectiu de la MIL és predir les etiquetes de les bosses noves i invisibles.

## Exemples
Prenguem per exemple la classificació d'imatges Amores (2013). Donada una imatge, volem conèixer la seva classe objectiu en funció del seu contingut visual. Per exemple, la classe objectiu podria ser "platja", on la imatge conté "sorra" i "aigua". En termes MIL, la imatge es descriu com una bossa {\displaystyle X=\{X_{1},..,X_{N}\}}, on cadascun {\displaystyle X_{i}} és el vector de característiques (anomenat instància ) extret del corresponent {\displaystyle i} -a regió de la imatge i {\displaystyle N} és el total de regions (instàncies) que particionen la imatge. La bossa s'etiqueta positiva ("platja") si conté tant instàncies de regió "sorra" com instàncies de regió "aigua".
Alguns exemples d'on s'aplica MIL són:
- Activitat de molècules.
- Predicció de llocs d'unió de proteïnes d'unió de calmodulina.
- Funció predictiva per a isoformes empalmades alternativament Li, Menon & et al. (2014), Eksi et al. (2013).
- Classificació d'imatges Maron & Ratan (1998).
- Categorització de textos o documents Kotzias et al. (2015).
- La predicció dels llocs d'unió funcionals de MicroRNA s'adreça Bandyopadhyay, Ghosh & et al. (2015).
- Classificació de la imatge mèdica Zhu et al. (2016), P.J.Sudharshan et al. (2019).

Nombrosos investigadors han treballat en l'adaptació de tècniques clàssiques de classificació, com ara màquines de vectors de suport o boosting, per treballar en el context de l'aprenentatge de múltiples instàncies.

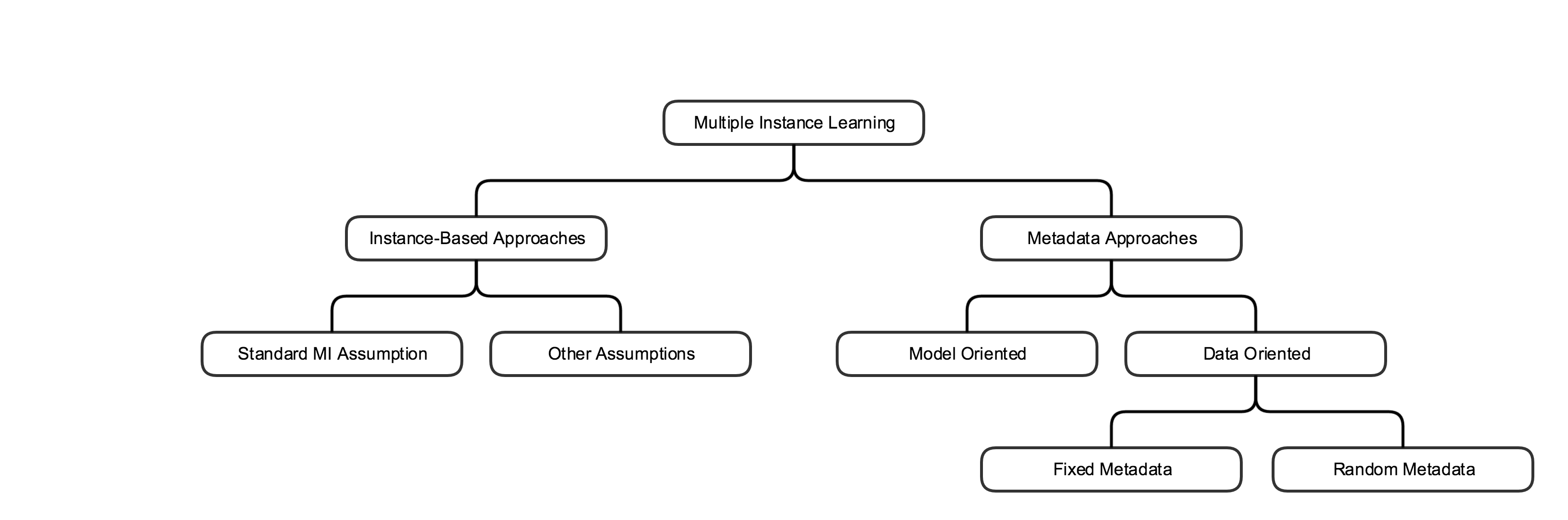
Marc MIL

## Algorismes
Hi ha dos tipus d'algoritmes principals per a l'aprenentatge d'instàncies múltiples: basats en instàncies i basats en metadades, o algorismes basats en incrustacions. El terme "basat en instàncies" denota que l'algoritme intenta trobar un conjunt d'instàncies representatives basant-se en un supòsit de MI i classificar les futures bosses d'aquests representants. Per contra, els algorismes basats en metadades no fan suposicions sobre la relació entre les instàncies i les etiquetes de bosses, i en canvi intenten extreure informació (o metadades) independent de les instàncies sobre les bosses per aprendre el concepte. Per obtenir una enquesta d'alguns dels algorismes d'MI moderns, vegeu Foulds i Frank.